# Lola Solar
Lola Solar (Brunn am Gebirge, 1904–1989) fue una maestra, política y activista por los derechos de las mujeres austríaca. Fue miembro del Partido Popular Austriaco, al que representó en el Parlamento de Austria durante veinte años, de 1949 a 1970. En 1953 lideró la creación en 1953 de la Unión Europea de Mujeres y fue la primera presidenta de la organización, ejerciendo el cargo entre 1955 y 1959.

## Biografía
Solar nació en Brunn am Gebirge, Baja Austria, el 13 de mayo de 1904.  Su padre, Josef Solar, era abogado. 
Después de la escuela primaria y secundaria, Lola Solar asistió a la clase de cerámica en una escuela de artes y oficios, luego en una escuela normal de magisterio (Matura 1926). En 1932 aprobó el examen de cualificación docente para la docencia en escuelas secundarias y en 1933 obtuvo un puesto en Göpfritz an der Wild . Después de la anexión de Austria, fue expulsada de la escuela en abril de 1938 debido a su participación en el Frente de la Patria. Fue contratada nuevamente en el otoño de 1938 y trabajó como profesora en Hainburg an der Donau hasta 1945. Posteriormente, trabajó como directora de una escuela secundaria en Mödling.
Militó políticamente en la Juventud Católica de Austria desde 1918 y en Acción Católica. Fue miembro del Partido Popular Austriaco y actuó como líder de su distrito desde 1945.  Del 11 de agosto de 1949 al 31 de marzo de 1970 ocupó un escaño en el Consejo Nacional de Austria. 
Después de la Segunda Guerra Mundial, lideró en el ámbito regional el movimiento de mujeres austríaco de Baja Austria de 1945 a 1970, y en 1950 se convirtió en líder federal del Movimiento de Mujeres Austríacas (ÖVP). Fue presidenta ejecutiva del Servicio de Bienestar Social de Austria. 

### Creación de la Unión Europea de Mujeres
En 1953, por iniciativa suya, tuvo lugar en Salzburgo el primer congreso de mujeres democristianas de Europa, impulsando la creación de la Unión Europea de Mujeres, de la que Solar fue su primera presidenta de 1955 a 1959. Su idea era crear una organización no gubernamental internacional cuyos miembros, a diferencia del Partido Popular Europeo, no tuvieran que pertenecer necesariamente a la Unión Europea. De este modo, la EUW se convirtió en la organización de mujeres cristianas demócratas y conservadoras de Europa.
En 1961 fue elegida presidenta honoraria de la organización con puesto y voto vitalicio en la junta directiva. Fue vicepresidenta del partido federal ÖVP. 
A mediados de la década de los 60 participó en la estrategia del desarrollo de tareas y objetivos de la Unión en colaboración con Elisabetta Conci, miembro italiana de la Unión. 
En 1969 fundó con Hertha Firnberg y otras la asociación apartidista y confesional "Anillo de Mujeres de Austria" (Österreichischer Frauenring ÖFR).
Murió en Mödling el 20 de mayo de 1989. 

## Reconocimientos
En su memoria se una calle en su ciudad natal, Brunn am Gebirge, lleva su nombre. 